# Prichard (Alabama)
Pour les articles homonymes, voir Prichard.
La ville de Prichard est située dans le comté de Mobile, dans l’État de l’Alabama, aux États-Unis. Sa population s’élevait à 22 659 habitants lors du recensement de 2010, estimée à 21 732 habitants en 2017.

## Démographie
| 1930  | 1940  | 1950   | 1960   | 1970   | 1980   |
| ----- | ----- | ------ | ------ | ------ | ------ |
| 4 580 | 6 084 | 19 014 | 47 371 | 41 578 | 39 541 |

| 1990   | 2000   | 2010   | - | - | - |
| ------ | ------ | ------ | - | - | - |
| 34 311 | 28 633 | 22 659 | - | - | - |

## Source
- (en) Cet article est partiellement ou en totalité issu de l’article de Wikipédia en anglais intitulé « Prichard, Alabama » (voir la liste des auteurs).

1. ↑  « Statistiques des États-Unis - Profils des communautés de 2010 - Prichard, » (consulté en septembre 2020)